# 中尾正
中尾 正（なかお ただし、1938年7月26日 - ）は、日本中央競馬会 (JRA) ・栗東トレーニングセンターに所属した調教師。主な管理馬に、それぞれGI級競走に優勝したイブキマイカグラ、ビッグテースト、ビッグウルフなどがいる。
中尾秀正（調教師）は実子、中尾謙太郎（調教師）、中尾銑治（騎手・調教師）は実兄、宮本悳（騎手・調教師）は義兄である。京都府出身、平安高等学校卒。

## 来歴
1938年、京都競馬場で厩務員を務める中尾嘉蔵の三男として生まれる。
長兄・謙太郎、次兄・銑治がそれぞれ厩務員、騎手見習いとして競馬界に入ったのに対し、正は父より一般企業に入ることを望まれ、私立平安高等学校に進学した。一方で、この頃から謙太郎が所属していた武田文吾厩舎でアルバイトの厩務員として勤務を始めた。高校3年生の夏からは、後にアラブ種の名馬として名を馳せるシュンエイの担当となり、同馬の活躍に触発された正は大学進学を捨て、高校卒業後に武田厩舎の正式な厩務員となった。
翌年に加藤清一厩舎に移籍した後、1966年に調教助手資格を取得。同年に父と昵懇の仲であった玉谷敬治厩舎に移籍した。当時玉谷の元には謙太郎も移籍してきており、中央競馬発足後、厩務員出身者として最初の調教師転身を目指していた最中であった。謙太郎は1975年に通算8度目の受験で調教師免許を取得し、厩務員出身者が調教師へ転じる道が開かれた。翌年に正は謙太郎の厩舎に移籍し、1978年には自身も調教師免許を取得した。騎手出身の銑治も1973年に調教師に転じており、三兄弟での調教師となった。
1979年、栗東トレーニングセンターに厩舎を開業。10月6日に管理馬初出走を迎え、ビューテイジンクで4着、翌11月6日にトクシンレディーが延べ8頭目で初勝利を挙げた。
1985年、管理馬スピードヒーローが神戸新聞杯を制し、重賞を初勝利。当年は年間で31勝を挙げ、勝利度数ランキングで全国6位（関西4位）、さらに翌年には重賞1勝を含む32勝を挙げ、全国3位（関西同）という成績を収めた。その後は年間勝利数では15勝前後の成績に落ち着いたが、安定して重賞勝利を続け、1990年にはイブキマイカグラが阪神3歳ステークスを制してGI級競走を初制覇した。1996年には自己最高の33勝を挙げて11年ぶりに全国10傑（7位）に入り、2003年には弟子の常石勝義が騎乗したビッグテーストが中山グランドジャンプを制し、13年ぶりのGI競走優勝を果たした。また同年にはビッグウルフが地方競馬主催の統一GI競走のジャパンダートダービーも制覇し、当年GI級競走2勝を含む重賞5勝を挙げた。2007年8月にはJRA通算500勝を達成している。
2009年2月28日付で、70歳の定年で調教師を引退した。通算6208戦525勝（数字中央のみ）、うち重賞28勝（地方3勝含む）。謙太郎、銑治も調教師としてGI級競走を制している。

## 成績
| 通算成績 | 1着 | 2着 | 3着 | 4着以下 | 出走回数 | 勝率 | 連対率 |
| -------- | --- | --- | --- | ------- | -------- | ---- | ------ |
| 平地     | 508 | 521 | 532 | 4,446   | 6,007    | .085 | .171   |
| 障害     | 17  | 28  | 21  | 135     | 201      | .085 | .224   |
| 計       | 525 | 549 | 553 | 4,581   | 6,208    | .085 | .173   |

※数字は中央競馬成績のみ

### 主な管理馬
※括弧内は管理馬の優勝重賞競走、太字はGI級競走。
- スピードヒーロー（1985年神戸新聞杯）
- シングルロマン（1986年京阪杯）
- コンサートマスター（1987年マイラーズカップ）
- ミスターボーイ（1987年セントウルステークス、1988年マイラーズカップ）
- イブキマイカグラ（1990年阪神3歳ステークス 1991年弥生賞、NHK杯）
- オースミロッチ（1992年京都記念、京都大賞典）
- ビッグショウリ（1995年マイラーズカップ）
- ビッグバイアモン（1996年ラジオたんぱ賞）
- ビッグサンデー（1997年スプリングステークス 1998年東京新聞杯、マイラーズカップ）
- タケイチケントウ（1997年小倉3歳ステークス）
- オースミブライト（1999年京成杯、神戸新聞杯）
- ビッグゴールド（2002年中山金杯）
- オースミコスモ（2003年関屋記念 2004年中山牝馬ステークス、福島牝馬ステークス）
- ビッグテースト（2003年中山グランドジャンプ）
- ビッグウルフ（2003年兵庫チャンピオンシップ、名古屋優駿、ジャパンダートダービー）
- オースミダイドウ（2006年デイリー杯2歳ステークス）
- マルブツイースター（2007年小倉2歳ステークス）

## 主な厩舎所属者
※太字は門下生。括弧内は厩舎所属期間と所属中の職分。
- 松本達也（1983年-1989年 騎手、2002年-2009年 調教助手）
- 中尾秀正（1985年-2002年 厩務員、調教助手）
- 樋口弘（1989年-1994年 騎手、1994年-2009年 調教助手）
- 常石勝義（1997年-2002年 騎手）
- 今村康成（2006年-2007年 騎手）